# عبد الله الكواري
عبد الله الكواري (مواليد 16 يونيو 1988، لاعب كرة قدم قطري يجيد اللعب في مركز الوسط .
كانت بداياته مع نادي قطر و إنتقل إلى النادي الأهلي في عام 2015 و عاد إلى نادي قطر بعد هبوطه للدرجة الثانية عام 2016 و انتقل إلى نادي الخريطيات عام 2017.

## روابط خارجية
- عبد الله الكواري على موقع Soccerway.com (الإنجليزية)